# Góry Wiktora Emanuela
Góry Wiktora Emanuela (ang. Victor Emanuel Range) – pasmo górskie w Górach Centralnych na Nowej Gwinei, w Papui-Nowej Gwinei, w pobliżu granicy z indonezyjską prowincją Papua. Położone jest na wschód od pasma Star Mountains. Najwyższym szczytem jest Mount Wamtakin o wysokości 3658 m n.p.m. Znajdują się w nim źródła rzek Sepik i Fly. Pasmo zbudowane jest w większości z wapienia koralowego.